# Triticum ovatum
Triticum ovatum là một loài thực vật có hoa trong họ Hòa thảo. Loài này được (L.) Gren. & Godr. miêu tả khoa học đầu tiên năm 1856.